# El Vilar d'Urtx
El Vilar d'Urtx és una entitat de població del municipi cerdà de Fontanals de Cerdanya. Acull l'ajuntament i actual, per tant, com a cap de municipi. El 2005 tenia 82 habitants.
L'any 2019 tenia 95 habitants.